# Скопито
Скопѝто (на италиански: Scoppito, на местен диалект Scuppìtu, Скупиту) е малко градче и община в Южна Италия, провинция Акуила, регион Абруцо. Разположено е на 820 m надморска височина. Населението на общината е 3286 души (към 2010 г.).